# Liste der Biografien/Dul
Liste der Biografien |
Portal Biografien |
Personensuche
# |
A |
B |
C |
D |
E |
F |
G |
H |
I |
J |
K |
L |
M |
N |
O |
P |
Q |
R |
S |
T |
U |
V |
W |
X |
Y |
Z |
?
 
Da |
Db |
Dc |
Dd |
De |
Dg |
Dh |
Di |
Dj |
Dk |
Dl |
Dm |
Dn |
Do |
Dq |
Dr |
Ds |
Du |
Dv |
Dw |
Dy |
Dz
 
Dua |
Dub |
Duc |
Dud |
Due |
Duf |
Dug |
Duh |
Dui |
Duj |
Duk |
Dul |
Dum |
Dun |
Duo |
Dup |
Duq |
Dur |
Dus |
Dut |
Duu |
Duv |
Duw |
Dux |
Duy |
Duz
Die Liste der Biografien führt alle Personen auf, die in der deutschsprachigen Wikipedia einen Artikel haben. Dieses ist eine Teilliste mit 150 Einträgen von Personen, deren Namen mit den Buchstaben „Dul“ beginnt.

## Dul

### Dula
- Dula, Brett M. (* 1942), US-amerikanischer Offizier, Generalleutnant der US Air Force
- Dula, Franz (1814–1892), Schweizer Lehrer und Politiker
- Dulac, Catherine (* 1963), französisch-amerikanische Biologin
- Dulac, Edmund (1882–1953), französischer Maler, Grafiker mit britischer Staatsangehörigkeit
- Dulac, Germaine (1882–1942), französische Filmregisseurin und Filmtheoretikerin
- Dulac, Henri (1870–1955), französischer Mathematiker
- Dulaimi, Naziha al- (1923–2007), irakische Politikerin und Frauenrechtlerin
- Dulaimi, Saadun ad-, irakischer Verteidigungsminister
- Dulaine, Pierre (* 1944), US-amerikanischer TanzlehrerPierre Dulaine (* 1944)

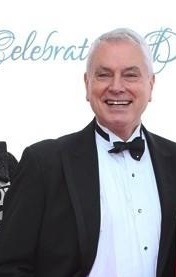
Pierre Dulaine (* 1944)

- Dulajew, Dschambulat Olegowitsch (* 1998), russischer Fußballspieler
- Dulakshi, Eranga Rashila (* 1991), sri-lankische Leichtathletin
- Dulali, Lila (1938–2005), indische Theater- und Filmschauspielerin
- Dulamsüren, Dembereliin, mongolische Musikerin und Sängerin
- Dulamsüren, Mönchbajaryn (* 1994), mongolische Badmintonspielerin
- Dulamyn Amarsanaa (* 1944), mongolischer Leichtathlet
- Dulaney, John P. (* 1946), US-amerikanischer Schauspieler
- Dulaney, Robert L. (1902–1984), US-amerikanischer Offizier, Generalmajor der US-Army
- Dulatov, Islam (* 1998), deutscher Mixed-Martial-Arts-Kämpfer
- Dulatuly, Mirschaqyp (1885–1935), kasachischer Dichter und Schriftsteller
- Dulau, Elizabeth (* 1995), britisch-irische Schauspielerin
- Dulauloy, Charles François (1761–1832), General der Französischen Revolution und des Ersten Kaiserreichs
- Dulaurens, Henri-Joseph (1719–1793), französischer Abbé, Schriftsteller und Philosoph
- Dulava, Jaromír (* 1960), tschechischer Schauspieler

### Dulb
- Dulbecco, Gian Paolo (* 1941), italienischer Maler
- Dulbecco, Renato (1914–2012), italienisch-US-amerikanischer Biologe
- Dülberg, Ewald (1888–1933), deutscher Maler und Holzschneider
- Dülberg, Franz (1873–1934), deutscher Kunsthistoriker und Autor
- Dülberg-Arnheim, Hedwig (1894–1944), deutsche Künstlerin
- Dulberger, Shayna (* 1983), US-amerikanische Jazzmusikerin
- Đulbić, Dino (* 1983), australisch-bosnischer Fußballspieler

### Dulc
- Dulca, Cristian (* 1972), rumänischer Fußballspieler und -trainer
- Dulce von Barcelona (1160–1198), aragonesische Prinzessin und Königin von Portugal
- Dulce, Anna (* 2005), moldawische Sportschützin
- Dulce, Irmã (1914–1992), brasilianische römisch-katholische Ordensfrau
- Dulcert, Angelino, Kartograf
- Dulcescu, Vlad (* 1995), rumänischer Leichtathlet
- Dulcet, Anselmus, Danziger Kapellmeister
- Dulcia II. (1165–1172), Gräfin der Provence
- Dulcia von Gévaudan, französische Gräfin
- Dulcich, Greg (* 2000), US-amerikanischer American-Football-Spieler
- Dulcien, Johanns (* 1991), chilenischer Fußballspieler
- Dulcis, Catharinus (1540–1626), Philologe und Hochschullehrer
- Dulckeit, Gerhard (1904–1954), deutscher Philosoph und Jurist
- Dülcken, Hermann (* 1660), deutscher Arzt, Physikus in Kreuznach/Pfalz und Mitglied der Gelehrtenakademie „Leopoldina“
- Dulcken, Louise (1811–1850), deutschstämmige Pianistin und Komponistin

### Duld
- Duld, Matthias (1864–1940), österreichischer Landwirt und Politiker (Landbund), MdL (Burgenland), Abgeordneter zum Nationalrat
- Duldig, Karl (1902–1986), österreichisch-australischer Bildhauer

### Dule
- Dule, Vangjel (* 1968), albanischer Politiker
- Dulęba, Mariusz (* 1975), polnischer Eishockeyspieler
- Dulęba, Władysław (1920–1987), polnischer Iranist und Übersetzer
- Dulecha, Kutre (* 1978), äthiopische Leichtathletin
- Duleep Singh, Catherine Hilda (1871–1942), britische Suffragette
- Duleep Singh, Sophia (1876–1948), britische Suffragette
- Dulejew, Jewgeni Wassiljewitsch (* 1956), sowjetischer Ruderer
- Duléry, Antoine (* 1959), französischer Schauspieler

### Dulf
- Dulfer, Candy (* 1969), niederländische Saxophonistin und Jazz-MusikerinCandy Dulfer (* 1969)

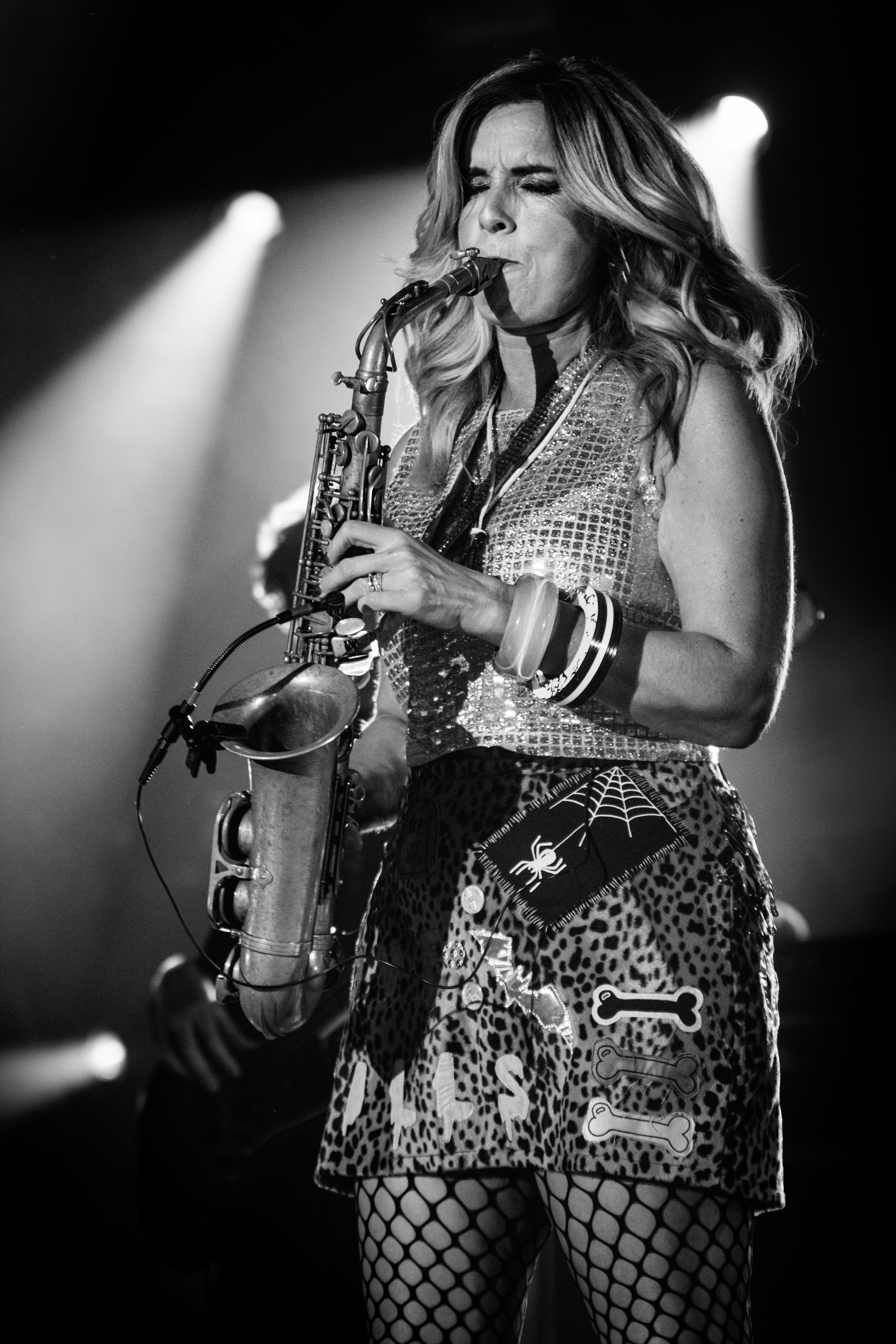
Candy Dulfer (* 1969)

- Dülfer, Eberhard (1924–2016), deutscher Ökonom
- Dülfer, Hans (1892–1915), deutscher Bergsteiger
- Dulfer, Hans (* 1940), niederländischer Jazz-Musiker
- Dulfer, Kelly (* 1994), niederländische Handballspielerin
- Dülfer, Kurt (1908–1973), deutscher Historiker und Archivar
- Dülfer, Martin (1859–1942), deutscher Architekt und Hochschullehrer
- Dülffer, Jost (* 1943), deutscher Historiker

### Dulg
- Dülger, Kazım (* 1990), deutsch-türkischer Fußballspieler
- Dulger, Rainer (* 1964), deutscher Unternehmer
- Dulger, Viktor (1935–2016), deutscher Ingenieur, Erfinder, Unternehmer und Mäzen
- Dulgheru, Alexandra (* 1989), rumänische Tennisspielerin

### Dulh
- Dulheuer, Carl (1834–1914), deutscher Richter und Abgeordneter

### Duli
- Dulias, Uwe (* 1956), deutscher Journalist
- Đulić, Fuad (* 1950), österreichischer Fußballspieler und Trainer
- Dulic, Sean (* 2005), deutscher Fußballspieler
- Dulichius, Philipp (1562–1631), deutscher Komponist
- Dulieux, Henri (1897–1982), französischer Degenfechter
- Dulig, Martin (* 1974), deutscher Politiker (SPD), MdLMartin Dulig (* 1974)

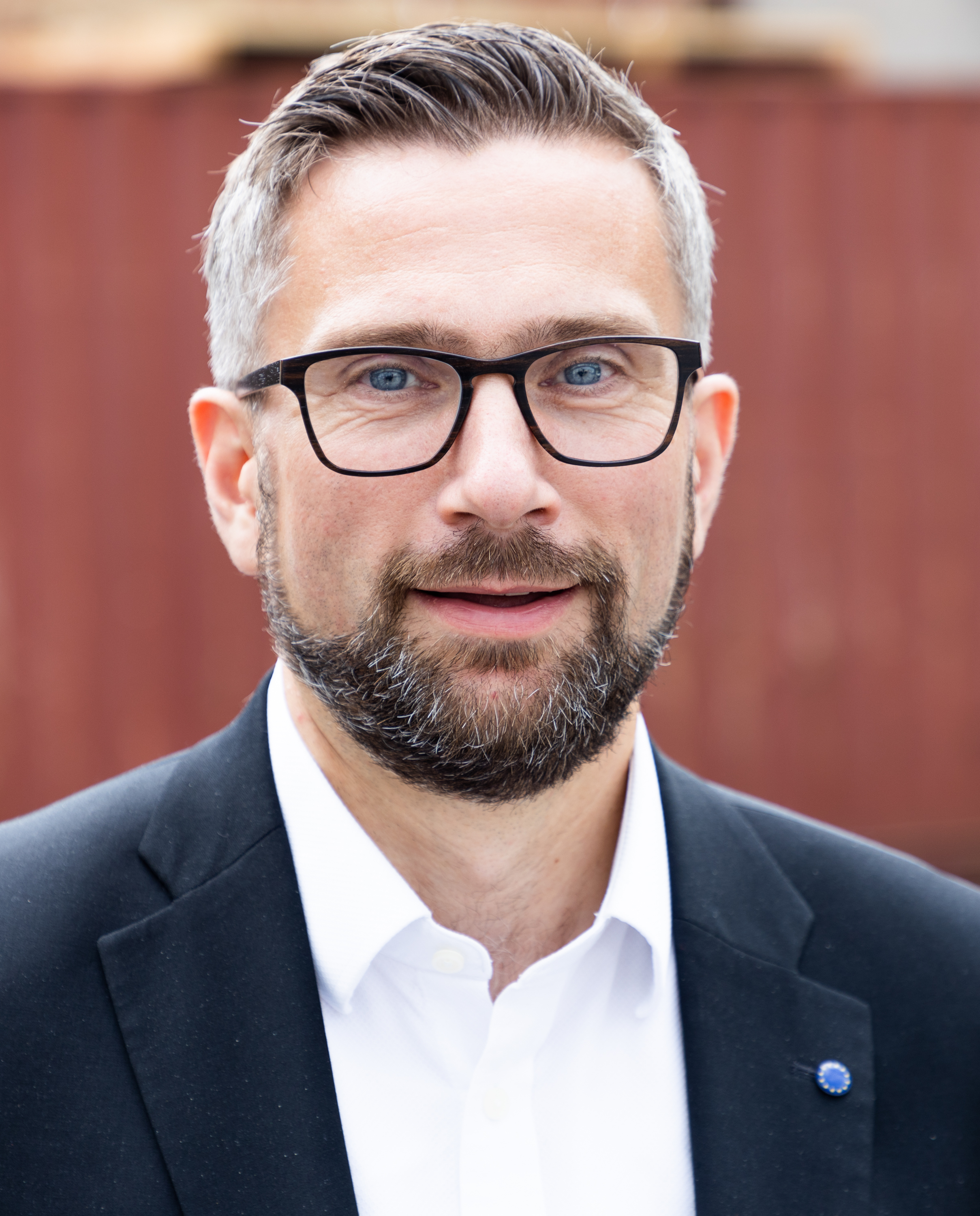
Martin Dulig (* 1974)

- Duliou, André (1727–1794), französischer Geistlicher, Seliger der römisch-katholischen Kirche
- Dulitz, Otto von (1847–1912), preußischer General der Artillerie
- Dulius Silanus, römischer Politiker, Senator und Konsul 189

### Dulj
- Duljaj, Igor (* 1979), serbischer Fußballspieler
- Duljević, Haris (* 1993), bosnisch-herzegowinischer Fußballspieler

### Dulk
- Dulk, Albert (1819–1884), deutscher Sozialist und Schriftsteller
- Dülk, Franz (1928–2016), deutscher Zeitungswissenschaftler und Fernsehredakteur
- Dulk, Friedrich (1788–1851), deutscher Pharmazeut, Chemiker und Hochschullehrer
- Dulk, Georges (1917–1980), Schweizer Bildender Künstler und Lehrer
- Dulkiewicz, Aleksandra (* 1979), polnische Kommunalpolitikerin und StadtpräsidentinAleksandra Dulkiewicz (* 1979)

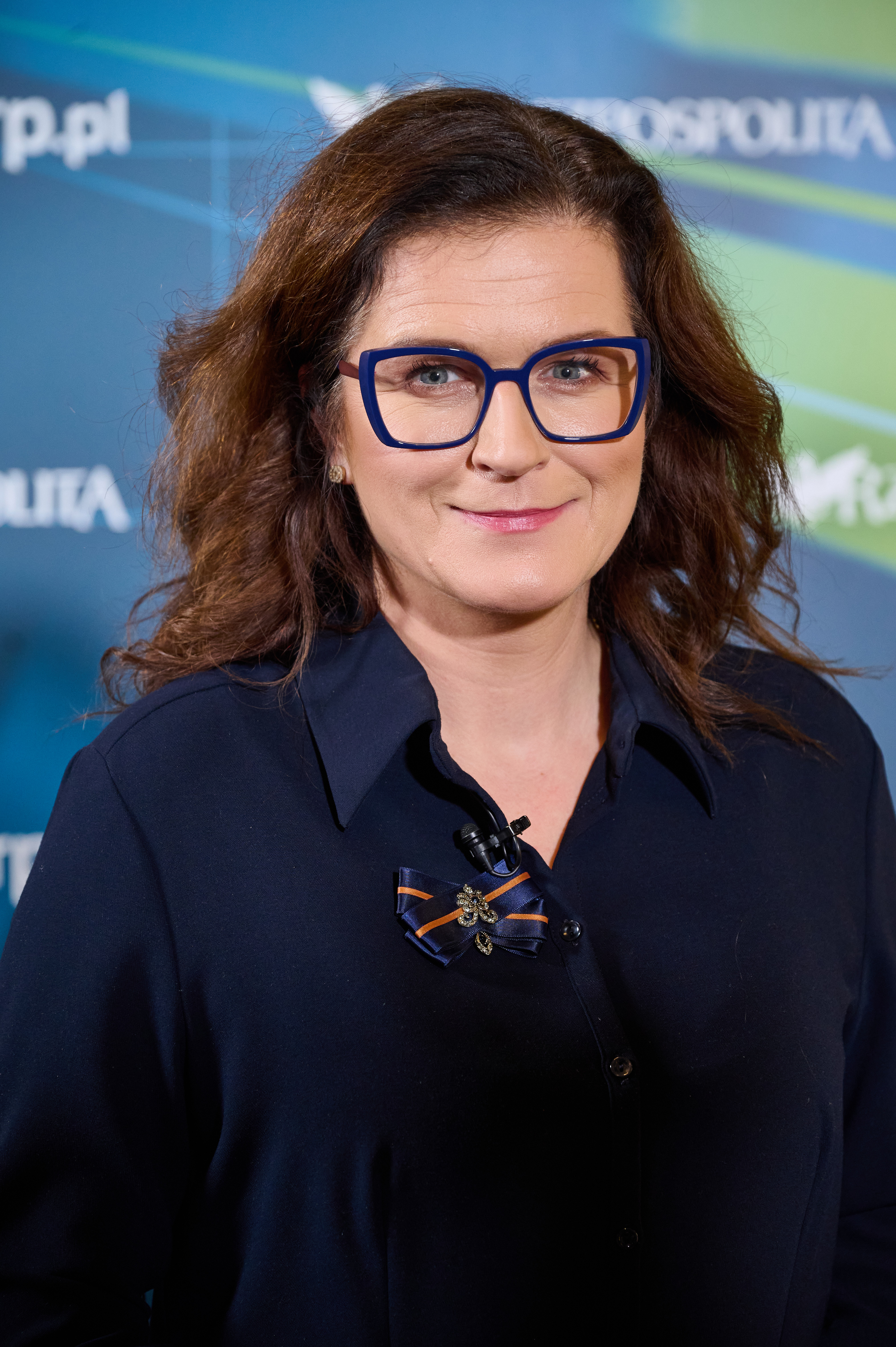
Aleksandra Dulkiewicz (* 1979)

- Dulko, Gisela (* 1985), argentinische Tennisspielerin
- Dulkys, Arūnas (* 1972), litauischer Wirtschaftswissenschaftler, ehemaliger Generalauditor des Staates

### Dull
- Düll, Alois (1843–1900), österreichischer Bildhauer des Historismus
- Dull, Gayle (1883–1918), US-amerikanischer Hindernis- und Langstreckenläufer
- Düll, Heinrich (1867–1956), deutscher Bildhauer
- Dull, Orville O. (1888–1978), US-amerikanischer Regieassistent, Produzent und Filmregisseur
- Dull, Patricia (* 1997), US-amerikanisch-philippinische Fußballspielerin
- Düll, Rudolf (1887–1979), deutscher Jurist
- Düll, Ruprecht (1931–2014), deutscher Botaniker
- Dullea, Keir (* 1936), US-amerikanischer Schauspieler
- Dulleck, Nina (* 1975), deutsche Kinderbuchillustratorin und Autorin
- Dulleck, Patrick (* 1990), deutscher Fußballspieler
- Dullemans, Tessa (* 1997), niederländische Ruderin
- Dullemen, Inez van (1925–2021), niederländische Schriftstellerin
- Dullenkopf, Otto (1920–2007), deutscher Kommunalpolitiker (CDU), MdL, Oberbürgermeister von Karlsruhe (1970–1986)
- Dullens, Willy (1945–2024), niederländischer Fußballspieler
- Duller, Christoph (* 1994), österreichischer Eishockeyspieler
- Duller, Eduard (1809–1853), deutscher Dichter und Geschichtsschreiber
- Duller, George (1891–1962), britischer Jockey und Autorennfahrer
- Dulles, Allen Welsh (1893–1969), US-amerikanischer Direktor der CIA (1953–1961)Allen Welsh Dulles (1893–1969)

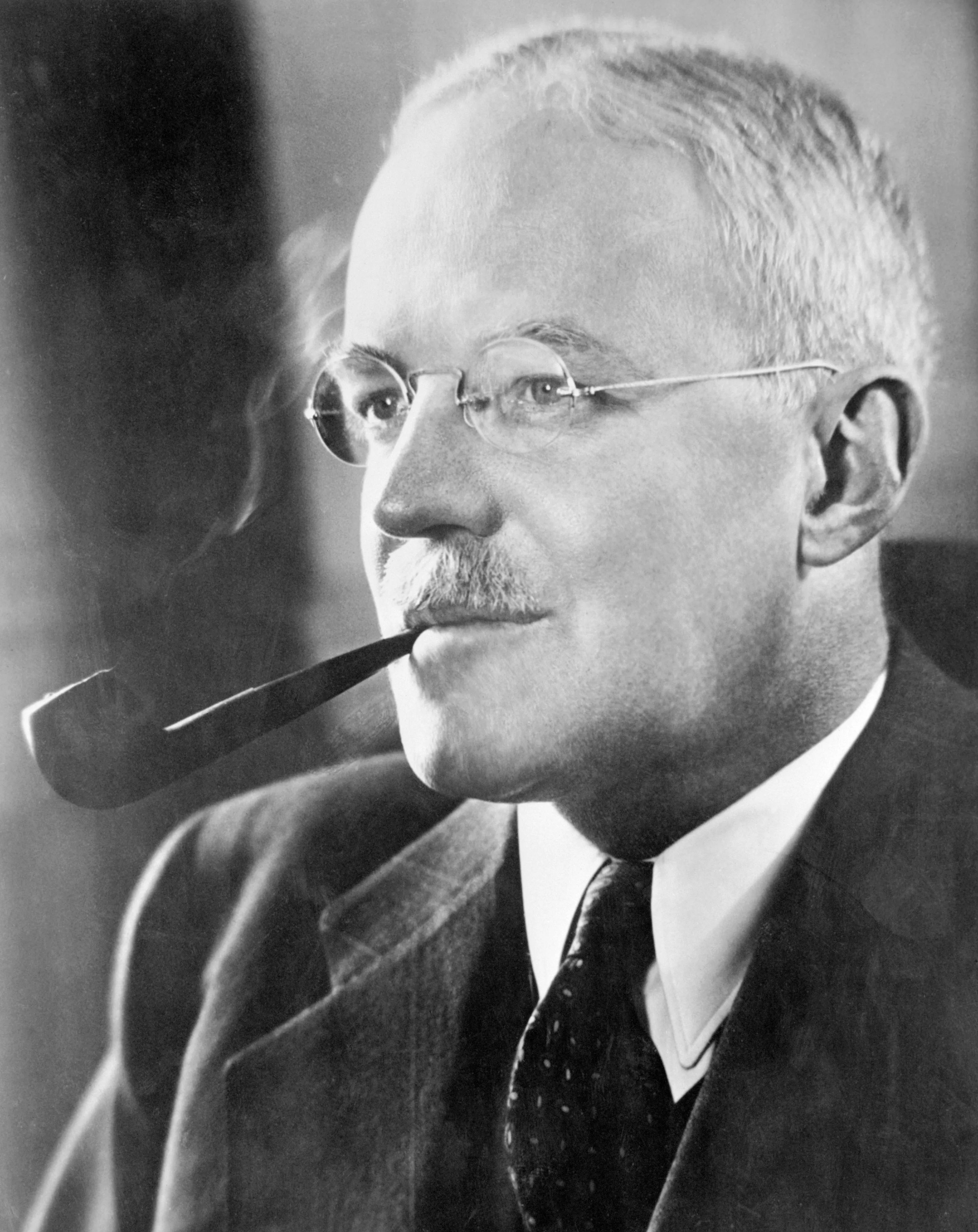
Allen Welsh Dulles (1893–1969)

- Dulles, Avery (1918–2008), US-amerikanischer katholischer Theologe und Kardinal
- Dulles, Eleanor Lansing (1895–1996), US-amerikanische Diplomatin und Volkswirtschaftlerin
- Dulles, John Foster (1888–1959), US-amerikanischer Politiker (Republikaner), Außenminister (1953–1959)John Foster Dulles (1888–1959)

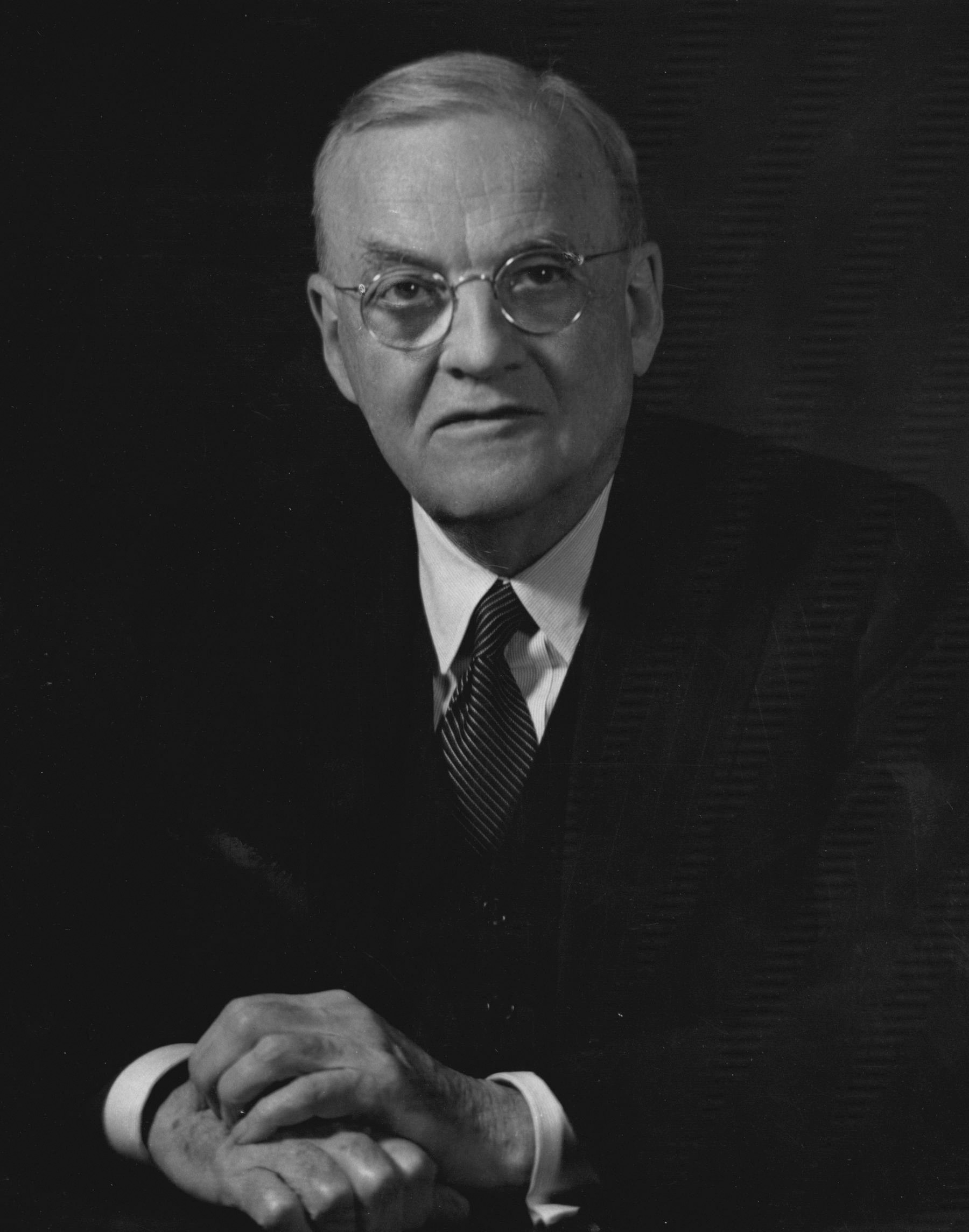
John Foster Dulles (1888–1959)

- Düllick, Udo (1936–1961), deutsches Opfer der Berliner Mauer
- Dullien, Herbert (* 1903), deutscher Volkswirt, nationalsozialistischer Funktionär und Industrieller
- Dullien, Reinhard (1902–1982), deutscher Verwaltungsjurist
- Dullien, Sebastian (* 1975), deutscher Volkswirt
- Dulliker, Anna Maria (1600–1658), Schweizer Benediktinerin und Priorin
- Dulliker, Maria Lidwina (1608–1674), Schweizer Zisterzienserin und Äbtissin
- Dullin, Charles (1885–1949), französischer Schauspieler, Regisseur und Theaterleiter
- Dullin, Markus (* 1964), deutscher Schriftsteller und Lehrer
- Dullinger, Ignaz (1803–1878), österreichischer Hof- und Kirchenmaler
- Dullinger, Silvia (* 1959), österreichische Juristin und Hochschullehrerin
- Düllmann, Susanne (1928–2013), deutsche Schauspielerin
- Dullo, Andreas (1862–1945), deutscher Kommunalpolitiker
- Düllo, Thomas (* 1954), deutscher Kulturwissenschaftler und Hochschullehrer
- Dullo, Wolf-Christian (* 1954), deutscher Meeresbiologe und Ozeanograph
- Dulloo, Madan (* 1949), mauritischer Politiker

### Dulm
- Dulm, Maarten van (1879–1949), niederländischer Fechter und Vizeadmiral
- Dulmatin (1970–2010), indonesischer Terrorist
- Dülmen, Alexander van (* 1968), deutscher Filmproduzent und Filmschaffender
- Dülmen, Andrea van (* 1940), deutsche Autorin
- Dülmen, Gerd van (1939–2023), deutscher Künstler
- Dülmen, Moritz van (* 1970), deutscher Kulturmanager
- Dülmen, Richard van (1937–2004), deutscher Historiker
- Dulmen, Thom van (* 1985), niederländischer Radrennfahrer

### Dulo
- Dulon, Friedrich Ludwig (1769–1826), deutscher Flötist und Komponist
- Dulon, Rudolph (1807–1870), deutscher Theologe und Revolutionär
- Dulong, Magda von (1872–1950), deutsche Konzertsängerin (Mezzosopran/Alt)
- Dulong, Pierre Louis (1785–1838), französischer Physiker und Chemiker
- Dulot, François, französischer Komponist
- Đulović, Emir (* 1988), bosnischer Turbo-Folk-Sänger
- Dulovits, Jenő (1903–1972), ungarischer Lichtbildner und Filmkameramann
- Dulowa, Margarita (* 1972), kasachische Biathletin
- Dulowa, Wera Georgijewna (1909–2000), sowjetische bzw. russische Harfenistin und Hochschullehrerin

### Duls
- Dülsen, Marc (* 1985), deutscher Triathlet
- Dulski, Thaddeus J. (1915–1988), US-amerikanischer Politiker
- Dulson, Andrei Petrowitsch (1900–1973), deutsch-sowjetischer Sprachwissenschaftler, Dialektologe und Ethnograph

### Dult
- Dültgen, Klaus (1938–2010), deutscher Badmintonspieler
- Dultinger, Josef (1909–1996), österreichischer Eisenbahnhistoriker
- Dultz, Bashir Ahmad (* 1935), deutscher Religionsfunktionär
- Dultz, Hinrich (1735–1825), deutscher Reeder und Kaufmann
- Dultzkaya, Lia (1919–2000), österreichisch-israelische Schauspielerin

### Dulu
- Dulude, Yolande (1931–2003), kanadische Opernsängerin (Sopran)

### Dulz
- Dulz, Birger (* 1952), deutscher Psychiater und Psychotherapeut
- Dulz, Hans-Georg (1936–2022), deutscher Fußballspieler